# Larry Brilliant

Larry Brilliant M.D. MPH

Lawrence "Larry" Brilliant (05-05-1944) is een Amerikaanse arts, epidemioloog, technoloog, auteur en de voormalig directeur van Google's filantropische tak, Google.org. Van 1973 tot 1979 nam hij deel aan het succesvolle programma van de Wereldgezondheidsorganisatie (WHO), om pokken uit te roeien. Sinds 2009 is hij directeur van het Skoll Global Threats Fund.

## Studie
Brilliant ontving zijn Masters in Public Health van de Universiteit van Michigan, en zijn M.D. van "Wayne State University School of Public Health", in Detroit, Michigan.

## Carrière
Begin jaren 70 bracht Brilliant enkele jaren door als discipel van de Indiase goeroe Neem Karoli Baba, in diens ashram, gelegen in het Himalayagebergte. Deze vertelde Brilliant in juli 1973, dat hij "een driedelig pak aan moest trekken en voor de VN moest gaan werken als diplomaat, bij de Wereldgezondheidsorganisatie." Ook vertelde hij Brilliant dat de ziekte pokken zouden worden uitgeroeid. In de tweede helft van de jaren 70 speelde Brilliant in India en Zuid-Azië een leidende rol in het wereldwijde offensief van de Wereldgezondheidsorganisatie tegen pokken. In India alleen werkten 180.000 mensen mee aan het afleggen van huisbezoeken om ziektegevallen te lokaliseren. In 1980 meldde de organisatie dat pokken waren uitgeroeid. In totaal werkte Brilliant ruim 10 jaar voor de Wereldgezondheidsorganisatie in India aan zowel de bestrijding van pokken als aan de bestrijding van polio en blindheid.
Na zijn terugkeer in de VS gaf Brilliant colleges epidemiologie, "global health planning" en "economic development" aan de universiteit van Michigan en richtte diverse bedrijfjes en stichtingen op. Hij scheef twee boeken en tientallen artikelen over besmettelijke ziekten, blindheid en internationaal gezondheidsbeleid. In februari 1985 richtte hij samen met Steward Brand "The Well" op, een van de eerste virtuele gemeenschappen. In de jaren 80 begon dit als een Bulletin board system, en toen in de vroege jaren 90 commercieel internetverkeer werd toegestaan, ontwikkelde het zich tot zijn huidige vorm. Na de aanslagen van 11 september 2001 en de daarop volgende Antrax-dreigingen werkte Brilliant als "first responder" voor het Centers for Disease Control and Prevention (CDC), in het anti-bioterrorismeprogramma op het gebied van pokken. Na de tsunami van 2004 werkte hij als vrijwilliger in Sri Lanka.

### Seva
In 1985 richtte Brilliant de stichting Seva op, die in tientallen landen in de wereld voornamelijk strijdt tegen voorkombare en geneesbare blindheid, bijvoorbeeld door middel van betaalbare oogoperaties. Zo'n 3 miljoen mensen kunnen door toedoen van programma's van deze organisatie weer zien.

### Google.org
Van 22 februari 2006 tot 5 mei 2009 was Brilliant directeur van Google.org, de filantropische tak van Google. Megan Smith nam het hierna van hem over.

### Skoll Global Treats Fund
In 2009 werd Brilliant directeur van het Skoll Global Threats Fund, opgericht door de miljardair Jeff Skoll (ex-president van Ebay). Het fonds heeft ten doel het stimuleren van initiatieven die problemen aanpakken als klimaatverandering, waterschaarste en pandemieën.

## Erkenning en prijzen
- In 2004 werd Brilliant door de universiteit van Californië uitgeroepen tot "International Public Health Hero".[4]
- In 2006 won hij een TED Prize.[6] Naar aanleiding van Brilliants "Prize Wish" werd de organisatie InSTEDD opgericht, die werkt aan nieuwe technologieën om goede communicatie en effectieve respons mogelijk te maken bij rampen (zoals uitbraak van een epidemie).[7]
- Hij heeft diverse prijzen toegekend gekregen van de Indiase overheid en van de Wereldgezondheidsorganisatie.[5][8]
- In 2008 noemde het tijdschrift Time hem een van de 20 meest invloedrijke wetenschappers en denkers en een van de 100 meest invloedrijke mensen ter wereld.[2]
- Hij heeft eredoctoraten van Knox College, Illinois en van de New School in New York.[5]